# Ipnosi morbosa
Ipnosi morbosa (Mind Twister) è un film del 1994 diretto da Fred Olen Ray.
È un thriller drammatico statunitense con Telly Savalas, Suzee Slater, Richard Roundtree e Gary Hudson. Nel cast è presente anche Gus Savalas, fratello di Telly, che interpreta in una parte minore un detective. È un remake di Torbido desiderio (Sins of Desire) del 1993.

## Produzione
Il film, diretto da Fred Olen Ray su una sceneggiatura di Mark Thomas McGee, fu prodotto da Luigi Cingolani (che ha anche una piccola parte nel film) per la Smart Egg Pictures e girato nel giugno del 1992.

## Distribuzione
Il film fu distribuito con il titolo Mind Twister negli Stati Uniti nel 1994 al cinema dalla American Independent Productions e per l'home video dalla VCI Home Video dal 16 marzo 1994.
Altre distribuzioni:
- in Ungheria (Ágyak vonzásában)
- in Brasile (Brincando com o Perigo)
- in Finlandia (Mielen pyörittäjä, in TV)
- in Italia (Ipnosi morbosa)